# Chusclan
Chusclan település Franciaországban, Gard megyében. Lakosainak száma 975 fő (2022. január 1.). Chusclan Bagnols-sur-Cèze, Codolet, Orsan, Saint-Étienne-des-Sorts, Vénéjan, Caderousse és Piolenc községekkel határos.

## Népesség
A település népességének változása:
| Lakosok száma | 616  | 809  | 941  | 959  | 994  | 994  | 967  | 964  | 966  | 975  |
|               | 1968 | 1982 | 1990 | 2006 | 2013 | 2015 | 2017 | 2019 | 2020 | 2022 |